# Vitalidade urbana
A vitalidade urbana é a qualidade daqueles espaços das cidades que são capazes de atrair a pessoas heterogêneas para diferentes tipos de atividades ao longo de horários variados. As áreas da cidade com alta vitalidade são percebidas como vivas, animadas ou vibrantes e costumam atrair a pessoas para realizar suas actividades, passear ou ficar-se. No entanto, as áreas de baixa vitalidade repelem às pessoas e podem perceber-se como inseguras.
O índice de vitalidade urbana é uma medida desta qualidade e nos últimos anos converteu-se numa ferramenta fundamental para o planejamento de políticas urbanas, especialmente para a intervenção de espaços com baixa vitalidade. Ademais, utiliza-se para uma correta gestão dos espaços com alta vitalidade, pois o sucesso de certas áreas pode acarretar processos de gentrificação e turistificação que, paradoxalmente, acabem reduzindo a vitalidade que os fez populares.
O conceito de vitalidade urbana está baseado nas contribuições de Jane Jacobs, especialmente as de sua obra mais influente, Morte e vida de grandes cidades. Jacobs criticou nos anos 1960 a arquitectura moderna e racionalista defendida por Robert Moses ou Le Corbusier cujo protagonista era o carro privado. Argumentou que estes tipos de planejamento urbano passavam por alto e simplificavam em excesso a complexidade da vida humana. Opôs-se aos programas de renovação urbana a grande escala que afectaram a comunidades completas e que construíram vias de alta capacidade através do centro das cidades. Em vez disso, defendeu um desenvolvimento denso de uso misto e ruas transitáveis, com "olhos na rua" dos próprios transeuntes que ajudam a manter a ordem pública.
Na actualidade, o conceito de vitalidade urbana está a fazer revalorizar o urbanismo mediterrânico e sua história, no que o espaço público, a pedestrialidade e as praças têm uma grande importância como centros de interacção social e coesão social, em oposição ao urbanismo anglo-saxão de grandes infraestruturas urbanas, longas distâncias e centrado no automóvel.

## Condições para uma alta vitalidade urbana
É possivel quantificar a vitalidade urbana graças à análise dos elementos que a determinam. Entre eles se encontram:
- Diversidade de usos do espaço que possam atrair a diferentes tipos de pessoas para actividades díspares e a horários variados, fazendo que o espaço esteja constantemente ocupado, melhorando sua segurança.
- Oportunidades de contacto pessoal com edifícios, quadras e espaços abertos que não sejam excessivamente grandes, pois reduzem o número de possíveis interseções e interacções sociais.
- Diversidade de edifícios com características e idades variadas, fazendo que pessoas com diferentes poderes de compra possam viver em todas as zonas da cidade, evitando a formação de guetos.
- Alta densidade de população, as zonas residenciais são essenciais para atrair outros tipos de actividade.
- Acessibilidade para todas as pessoas sem depender do transporte privado, sendo a pedestre a mais importante, por ser a mais democrática, sustentável e barata, seguida do acesso em bicicleta e do transporte público.
- Distância a elementos de fronteira, como grandes edifícios, rodoanéis, linhas de comboio em superfície ou grandes parques urbanos que desincentivan o uso da rua.